# Trophée Edil C
Le Trophée Edil C (en italien : Trofeo Edil C) est une course cycliste italienne disputée à Collecchio, dans la province de Parme, en Émilie-Romagne.
Créé en 1997 sous forme de critérium, il fait partie de l'UCI Europe Tour depuis 2009, en catégorie 1.2. La course est réservée aux coureurs espoirs de moins de 23 ans et aux coureurs amateurs.
L'édition 2020 est annulée en raison de la pandémie de maladie à coronavirus. La course est également annulée en 2021 pour des raisons d'organisation.

## Palmarès
| Année     | Vainqueur             | Deuxième           | Troisième               |
| --------- | --------------------- | ------------------ | ----------------------- |
| 1997      | Federico Giabbecucci  | Oscar Mason        | Denis Lunghi            |
| 1998      | Michele Colleoni      | Antonio Salomone   | Gianmario Ortenzi       |
| 1999      | Alessandro Cortinovis | Raffaele Illiano   | Luca Paolini            |
| 2000      | Cristiano Parrinello  |                    |                         |
| 2001      | Michele Maccanti      |                    |                         |
| 2002      | Roman Luhovyy         | Antonio Bucciero   | Daniele Della Tommasina |
| 2003      | Mirco Lorenzetto      | Roman Luhovyy      | Fabio Borghesi          |
| 2004      | Fabrice Piemontesi    | Dario Benenati     | Daniele Callegarin      |
| 2005      | Vasil Kiryienka       | Drasutis Stundzia  | Gene Bates              |
| 2006      | Maurizio Biondo       | Ashley Humbert     | Aliaksei Polushkin      |
| 2007      | Paolo Tomaselli       | Marco Frapporti    | Giuseppe De Maria       |
| 2008      | Cesare Benedetti      | Alessandro Trotta  | Giuseppe De Maria       |
| 2009      | Tomas Alberio         | Alessandro Trotta  | Pierpaolo De Negri      |
| 2010      | Massimo Graziato      | Matteo Busato      | Carlos Quintero         |
| 2011      | Mattia Pozzo          | Maksym Averin      | Alfio Locatelli         |
| 2012      | Kristian Sbaragli     | Nicola Boem        | Matteo Busato           |
| 2013      | Andrea Zordan         | Davide Villella    | Luca Benedetti          |
| 2014      | Andrea Vaccher        | Simone Velasco     | Damiano Cima            |
| 2015      | Francesco Reda        | Simone Petilli     | Lukas Pöstlberger       |
| 2016      | Vincenzo Albanese     | Leonardo Bonifazio | Gianluca Milani         |
| 2017      | Marco Negrente        | Lucas Hamilton     | Aleksandr Riabushenko   |
| 2018      | Alessandro Fedeli     | Abderrahim Zahiri  | Robin Meyer             |
| 2019      | Giovanni Aleotti      | Simone Piccolo     | Marco Murgano           |
| 2020-2021 |                       |                    |                         |